# Angelo Canova
Angelo Canova (Torino, ottobre 1781 – Torino, 28 aprile 1854) è stato un attore teatrale italiano.
Dopo aver recitato in molte celebri compagnie, fu processato a Venezia nel 1821 poiché affiliato alla Carboneria e condannato a reclusione di 5 anni a Lubiana.
Dal 1844 insegnò alla Società Filodrammatica Torinese. Discreto commediografo, nel 1852 vide rappresentata la sua opera La pace per rappresaglia.